# Ga Jakarta Kota
Ga Jakarta Kota (tiếng Indonesia: Stasiun Jakarta Kota, Mã số ga: JAKK) là một nhà ga xe lửa đầu cuối, nằm ở vùng trung tâm cũ của Jakarta. Nhà ga được chính quyền thủ đô Jakarta chọn làm di sản lịch sử và văn hóa vào năm 1993.
Nhà ga lúc đầu được đặt tên là Batavia Zuid (hay Nam Batavia), cái tên này đã được sử dụng cho đến tận cuối thế kỷ 19. Nhà ga cũng thường được gọi là Ga Beos theo kiểu viết tắt từ Bataviasche Ooster Spoorweg Maatschapij hoặc Công ty Đường sắt Đông Batavian.
Ga Jakarta Kota đóng vai trò như là một trong những nhà ga chính cho vài tuyến liên tỉnh (Tàu Argo) qua lại trên đảo Java, cũng như Ga Gambir, Ga Jatinegara và Ga Pasar Senen. Nhà ga này còn phục vụ 3/6 tuyến xe lửa KRL Jabotabek chủ yếu hoạt động trong khu vực nội đô Jakarta.

## Lịch sử

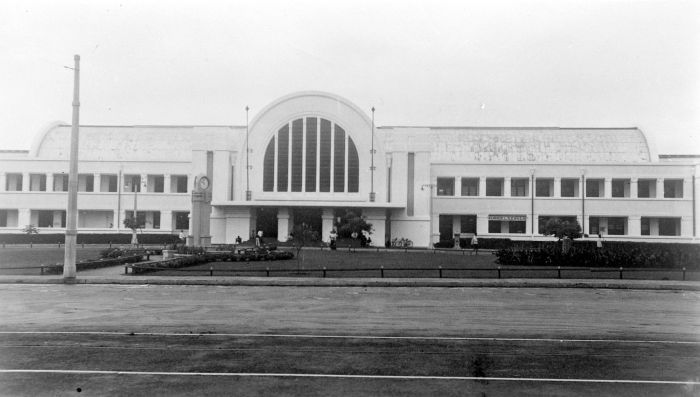
Nhà ga vào năm 1938

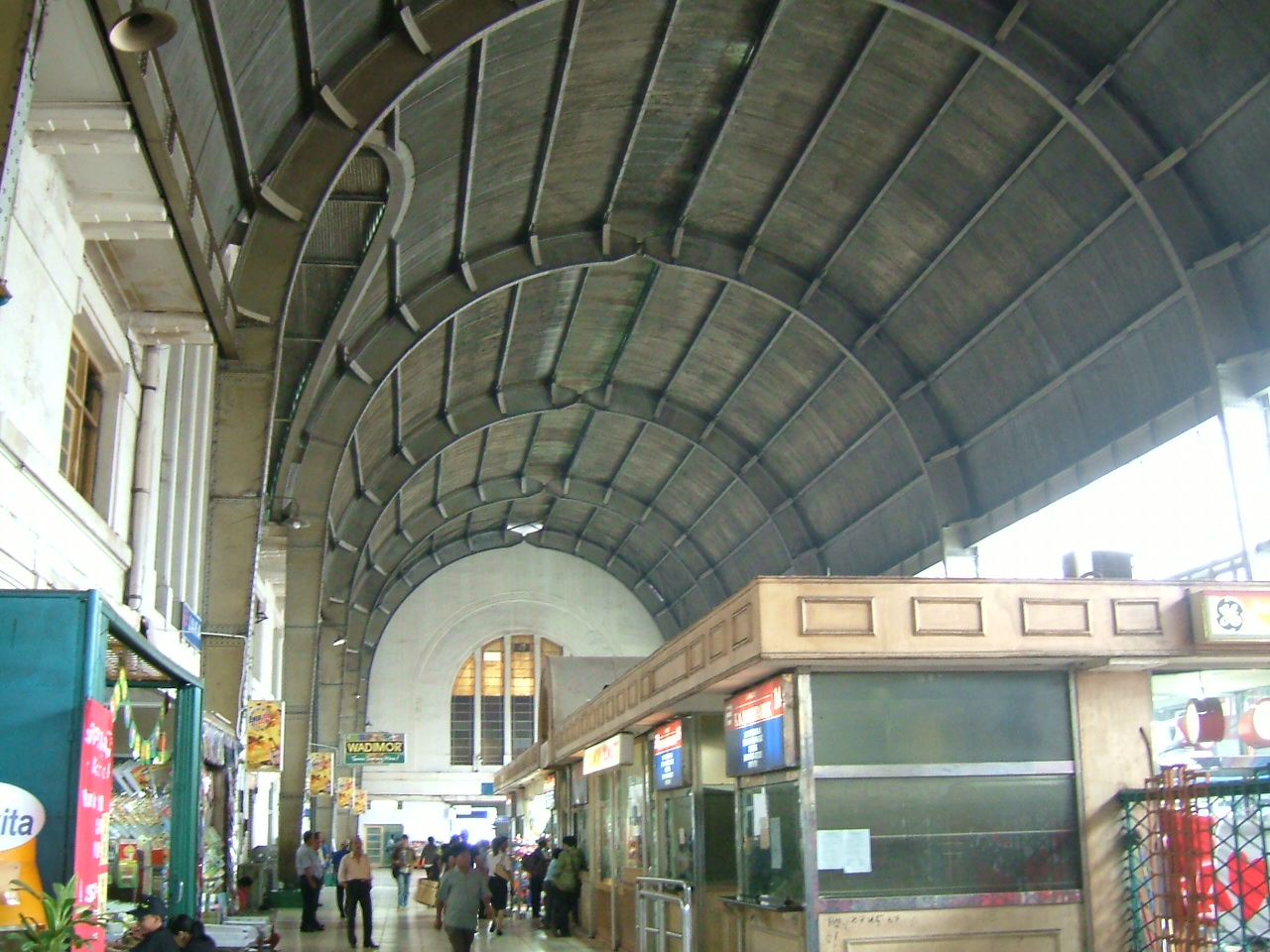
Bên trong sảnh chính

Nhà ga được xây dựng vào khoảng năm 1870. Sau được cải tạo vào năm 1926 và mở lại vào 19 tháng 8 năm 1926. Ga được viên Toàn quyền Hà Lan A.C.D. de Graeff chính thức khánh thành vào ngày 8 tháng 10 năm 1929. Các nhà thiết kế chính của nhà ga là kiến trúc sư người Hà Lan Frans Johan Louwrens Ghijsels (sinh ngày 8 tháng 9 năm 1882). Thiết kế của ga xe lửa là sự kết hợp của phong cách kiến trúc địa phương và Art Deco của phương Tây.
Ga Jakarta Kota là một nhà ga hai tầng lầu, xung quanh là ba mặt đường với một cổng chính và hai cổng phụ. Cổng vào chính của nhà ga Jakarta Kota có thể được nhận diện bởi mái vòm mở theo chiều ngang bao gồm các đầu bị chi phối bởi các đơn vị thẳng đứng (cửa nhỏ hình bán nguyệt). Sân ga sử dụng một mái nhà khung bướm đổ với sự hỗ trợ của các cột bằng thép được sử dụng tại nhà ga này. Các bức tường bên trong hội trường được hoàn chỉnh với gốm màu nâu với kết cấu thô. Trong khi các bức tường bên ngoài ở dưới cùng của toàn bộ tòa nhà được phủ bằng thạch cao màu xanh lá vàng. Mái nhà ga sử dụng gỗ tếch màu vàng và gỗ màu xám, còn mái sân ga thì dùng loại gỗ tếch màu vàng quế.

## Các tuyến
Ga Jakarta Kota gồm 5 sân ga phục vụ tới 10 tuyến tàu, phục vụ như là ga cuối cho nhiều chuyến tàu tới Java.

### Tuyến liên tỉnh
- Banten Ekspress, chạy đến Ga Merak, Banten
- Gaya Baru Malam Selatan, chạy đến Ga Surabaya Gubeng, Đông Java
- Gumarang, chạy đến Ga Surabaya Pasar Turi, Đông Java
- Patas Purwakarta, chạy đến Ga Purwakarta, Tây Java
- Serayu, chạy đến Ga Kroya, Trung Java qua Ga Kiaracondong Station, Tây Java
- Tegal Arum, chạy đến Ga Tegal, Đông Java

### KRL Jabodetabek (nội đô)
- Tuyến Xanh, chạy đến Ga Bekasi, Tây Java
- Tuyến Đỏ, chạy đến Depok và Ga Bogor, Tây Java
- Tuyến Hồng, chạy đến Ga Tanjung Priok